# Галлюцинации барона Мюнхгаузена
«Галлюцинации барона Мюнхгаузена» (фр. Les Hallucinations du baron de Münchhausen, 1911) — французский короткометражный художественный фильм Жоржа Мельеса.

## Сюжет
После пирушки и сытного обеда барон Мюнхгаузен сильно устаёт и ложится спать. Ему снятся интересные фантастические сны.

## Варианты названий фильма
- Baron Munchausen’s Dream (USA)
- Baron Munchhausen
- Hallucinations de baron de Munchhausen, Les
- Munchhausen
- The Hallucinations of Baron Munchausen (USA)